# Overall

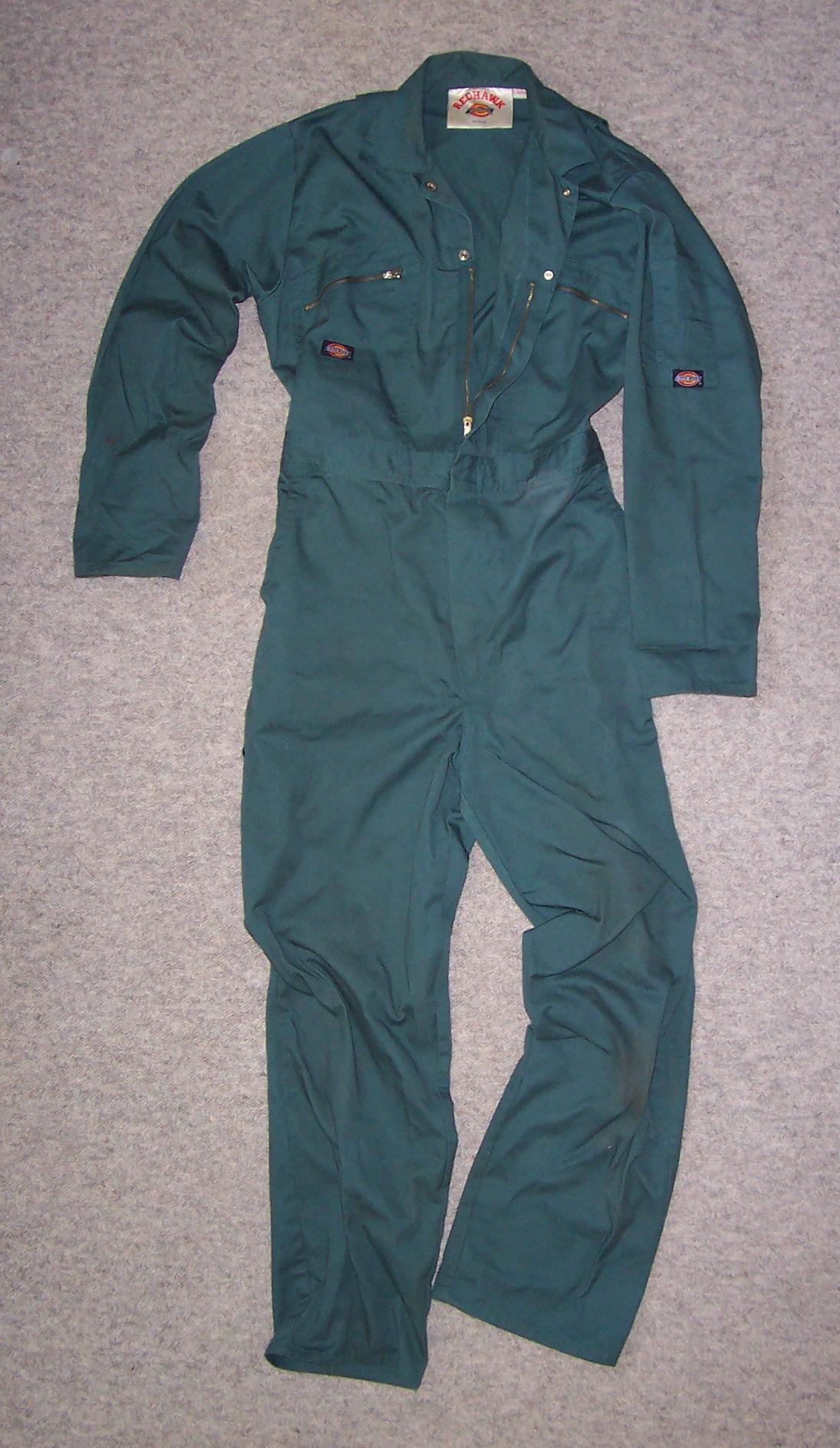
Groene overall

Een overall is werkkleding die over andere kleding gedragen wordt.
De overall, of in het Nederlands het 'ketelpak', werd aanvankelijk vooral gedragen door classificeerders die de binnenzijde van stoomketels schoonbikten van ketelsteen.
Het kledingstuk heeft de functie om de gebruiker te beschermen tegen vuil en schade. De doorsnee-overall van katoen wordt veel gebruikt bij het grovere buitenwerk en is soms fel oranje gekleurd. Werkers bij ovens en brandweerlieden dragen wollen overalls die beschermen tegen hitte en vonken.